# اقبال (شاهین‌دژ)
اقبال یک روستا در ایران است که در ۳۰ کیلومتری شهرستان شاهین دژ و ۸ کیلومتری شهر کشاورزواقع شده‌است. اقبال ۸۴۱ نفر جمعیت دارد.